# 侯清国
侯清国（1963年5月—），河南林州人，汉族，中国共产党党员。中华人民共和国政治人物、第十三届全国人民代表大会河南省代表。

## 生平
2018年，侯清国被选为河南省出席第十三届全国人民代表大会代表。